# Palestine aux Jeux olympiques d'été de 2004
La Palestine a envoyé 3 athlètes aux Jeux olympiques de 2004 à Athènes en Grèce.

## Résultats

### Athlétisme
800 m homme :
- Abdalsalam Aldabaji : 69e place au classement final

800 m femme :
- Sanna Abubkheet : 42e place au classement final

### Natation
100m papillon homme :
- Rad Aweisat : 59e place au classement final

## Officiels
- Président : Ahmed Al Kodwa
- Secrétaire général : Omar Hussein Ali